# Софіївська вулиця (Київ)
Софі́ївська ву́лиця — вулиця в Шевченківському районі міста Києва, місцевість Старий Київ. Пролягає від Майдану Незалежності до Софійської площі та Володимирської вулиці.
Прилучається Михайлівський провулок.

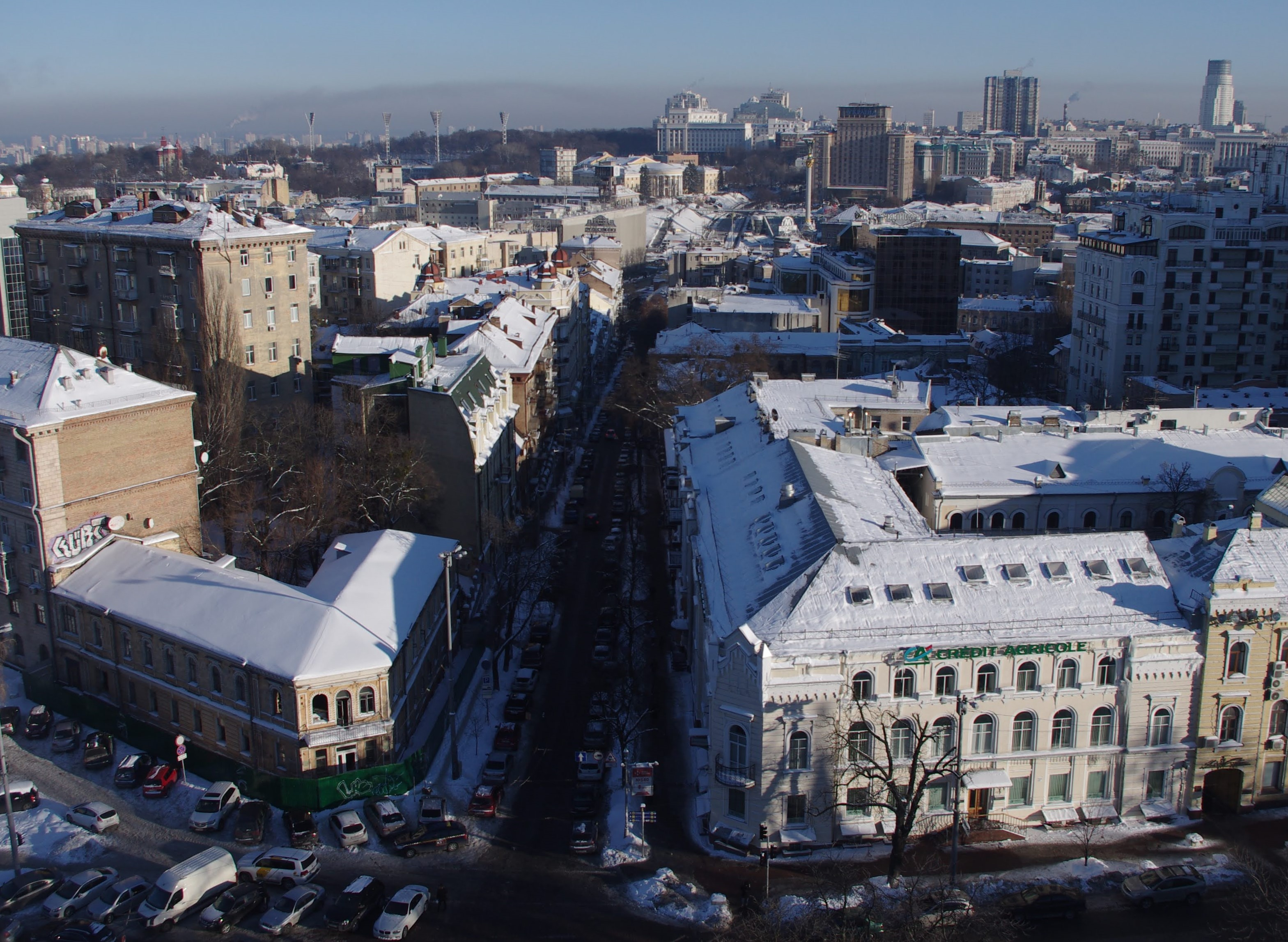
вид із Софійської дзвіниці

## Історія
Вулиця виникла на стародавньому, відомому з часів Київської Русі, Іванівському шляху від Софійського собору до оборонної системи довкола міста. Під сучасною назвою відома з кінця XVIII століття, на плані міста 1803 року, складеному архітектором Андрієм Меленським, зазначена під нинішньою назвою. Вулиця з'єднувала Липки і Хрещатик зі Старим містом, по ній проходили найбільші проїзди високопосадових осіб.
З 1935 року мала назву «вулиця імені Калініна», на честь 60-ліття М. І. Калініна (назву підтверджено 1944 року). Історичну назву вулиці відновлено 1990 року.
У ХІХ ст. найважче пересуватись вулицею було взимку — часто падали коні, ламалися екіпажі, тротуари ставали небезпечними для пішоходів. У квітні 1893 року, коли на вулиці розпочали прокладати каналізаційні труби, домовласники вулиці звернулися до міського голови С. М. Сольського з проханням зробити перепланування вулиці, зменшивши дуже крутий підйом. Підпис під проханням поставили всі домовласники вулиці.

## Забудова
У 1861 році віднесена до вулиць 1-го розряду, на ній дозволялося споруджувати лише кам'яні будинки висотою не менш ніж у два поверхи. Основна забудова вулиці здійснена в 2-й половині XIX — на початку ХХ століття (майже усі будинки на вулиці відносяться до цієї доби).

## Видатні особи, пов'язані з Софіївською вулицею
У будинку № 16 по цій вулиці мешкали видатні українські композитори та музичні діячі — Андрій Ольховський (у 1934–1943 роках), Левко Ревуцький (у 1956–1977 роках), Анатолій Коломієць (у 1956–1997 роках), Платон Майборода. В цьому ж будинку знаходиться Центр музичної інформації та Музичний Фонд України.

## Зображення

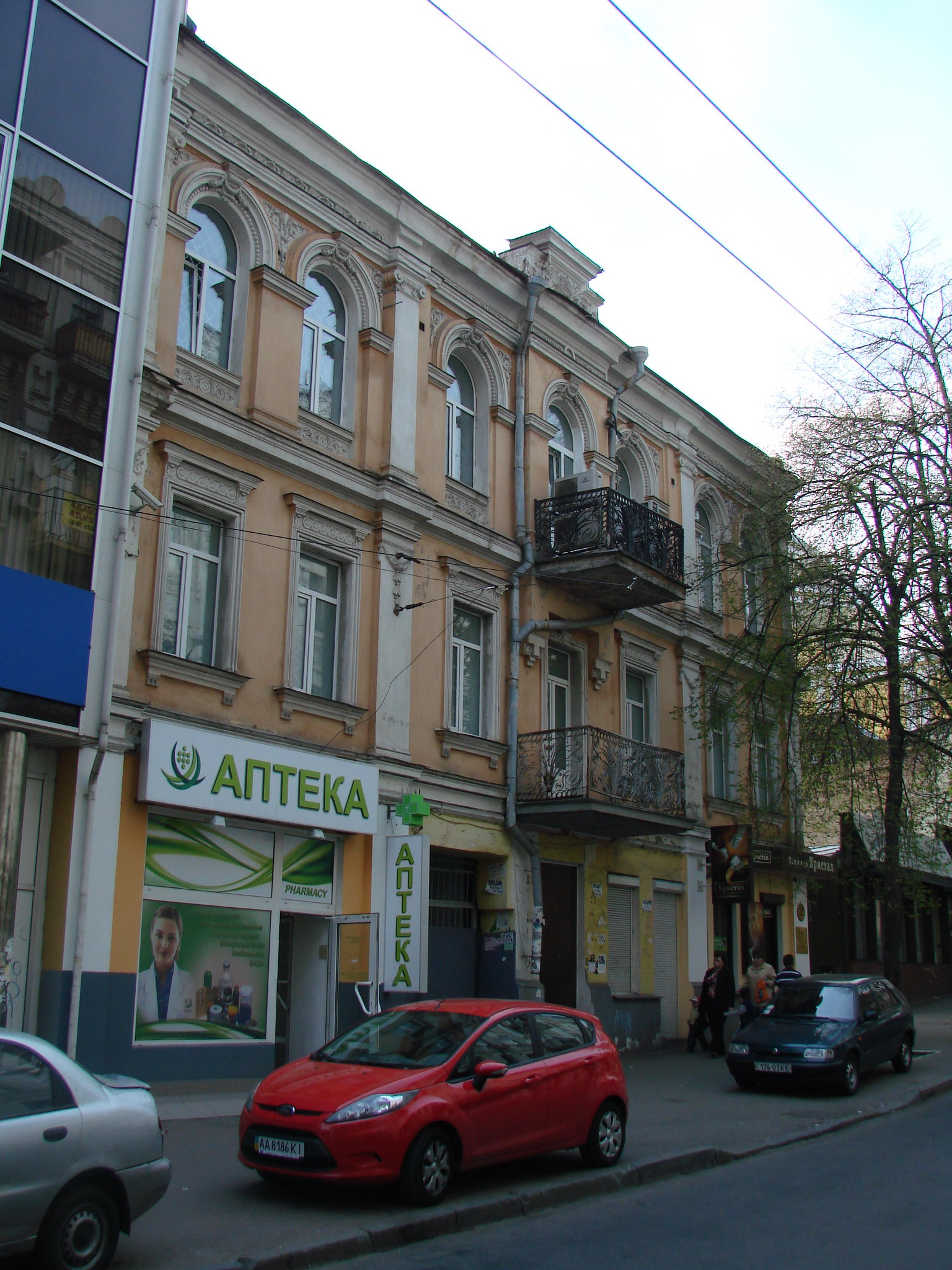
Будинок № 3
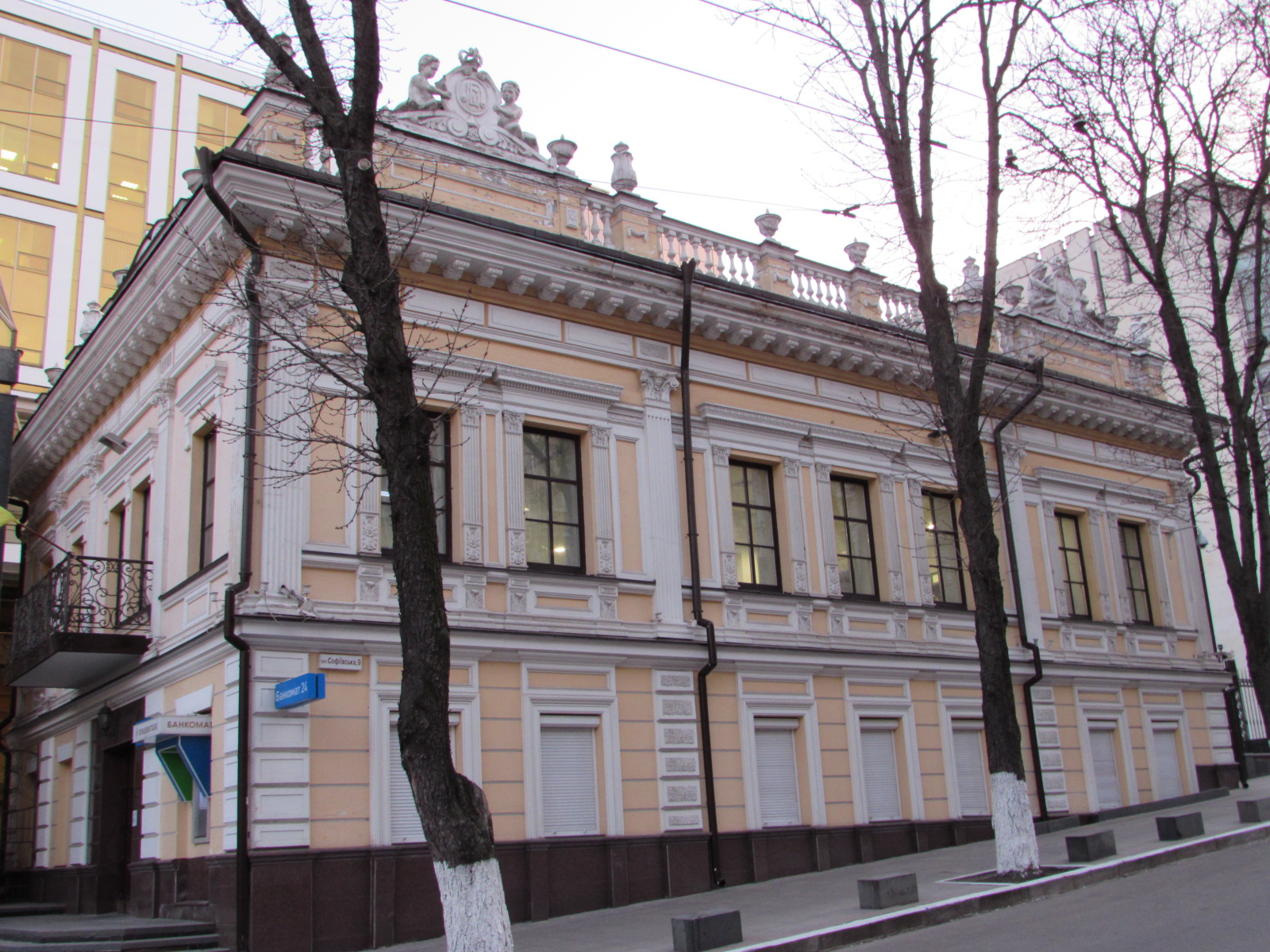
Будинок № 9
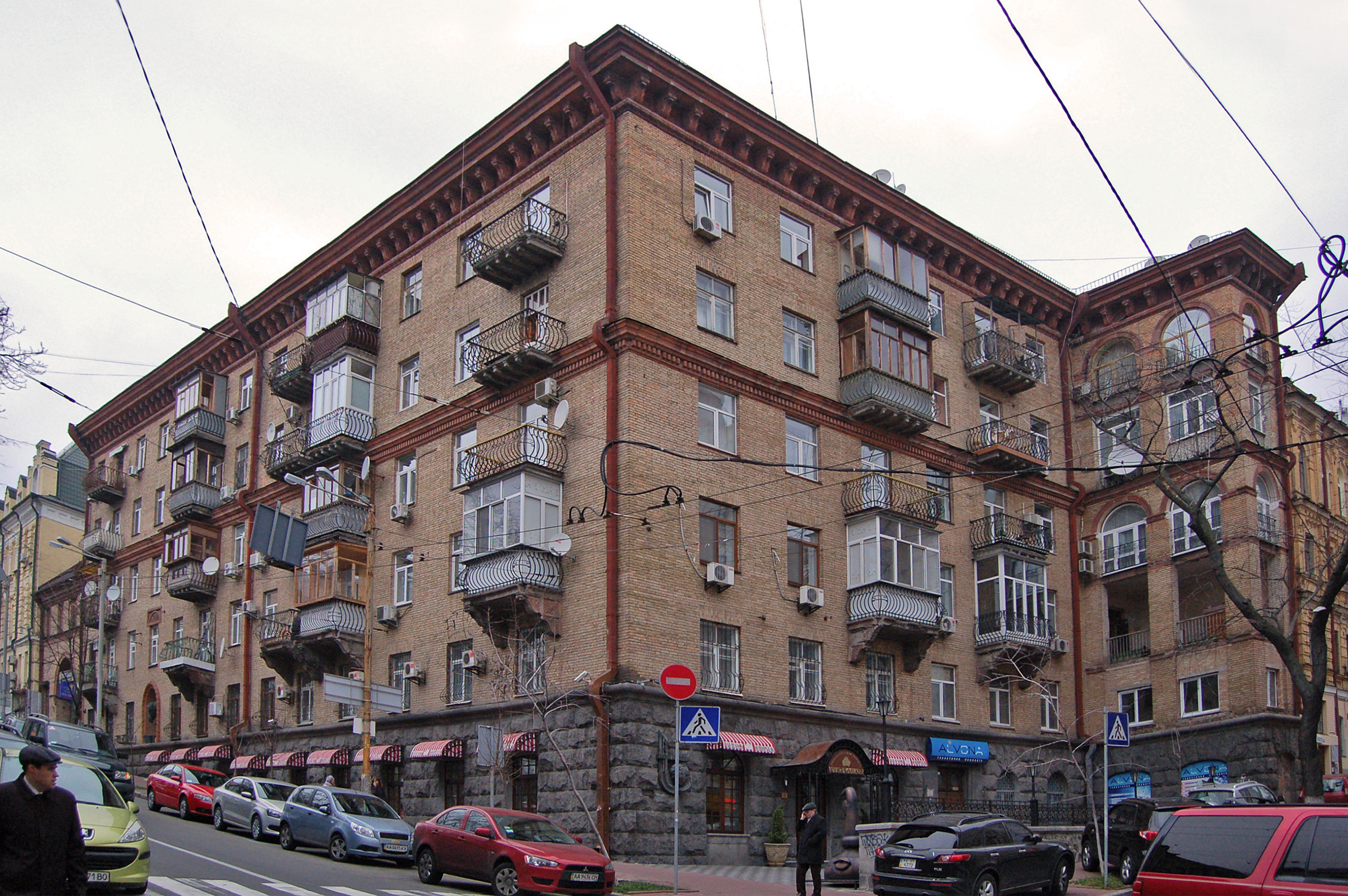
Будинок № 16/16
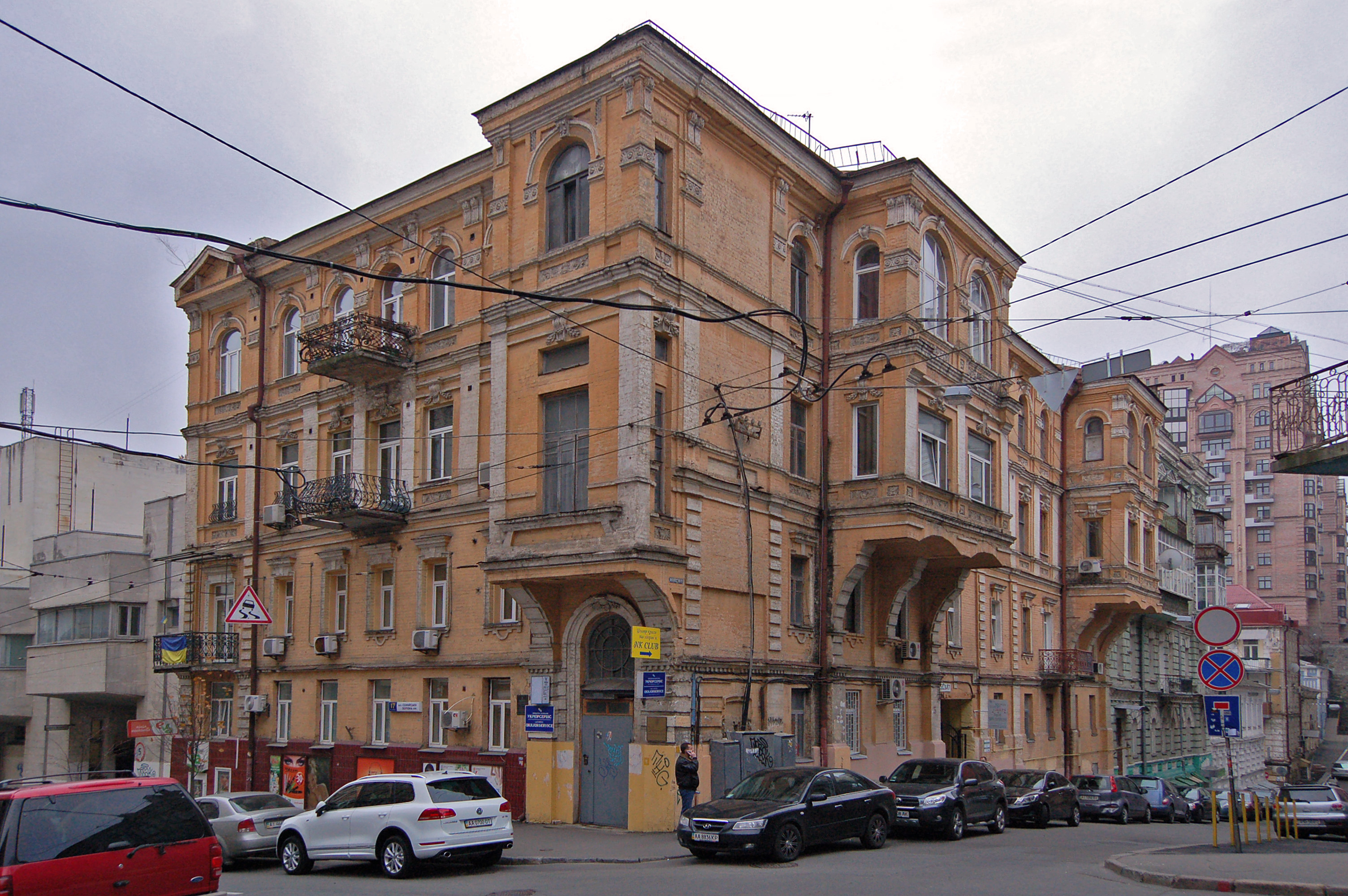
Будинок № 17/15
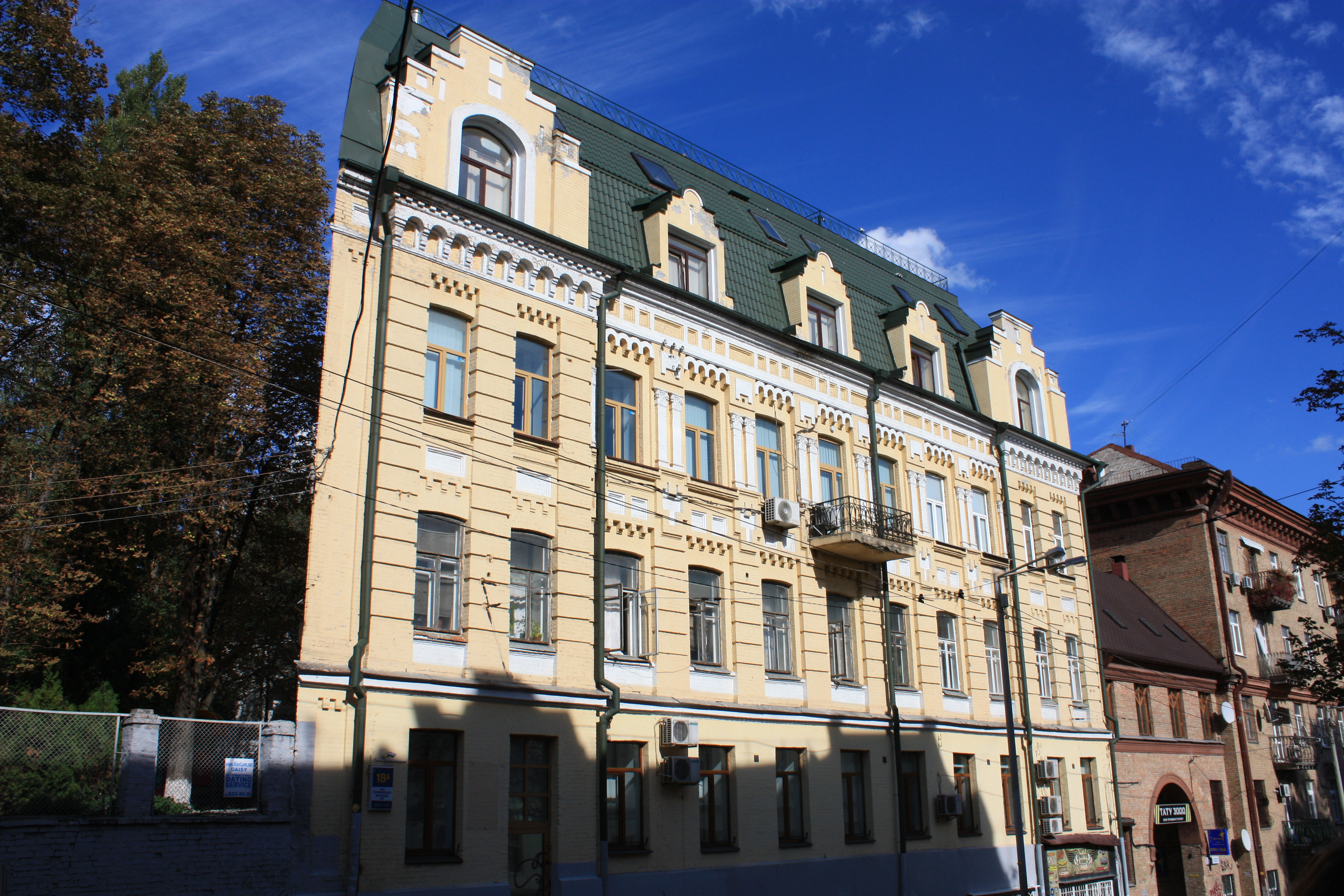
Будинок № 18